# Ulf Carlsson
Ulf Carlsson (ur. 2 kwietnia 1961 w Falkenberg) – szwedzki tenisista stołowy, mistrz świata, dwukrotny drużynowy mistrz Europy.

## Kariera
Karierę profesjonalną rozpoczął w 1976, kiedy to zadebiutował w szwedzkiej ekstraklasie. Zdobywał wówczas także medale mistrzostw Europy juniorów. Od 1978 do 1994 zdobył piętnaście medali seniorskich mistrzostw Szwecji. Był członkiem kadry narodowej Szwecji, z którą zdobył dwa srebrne medale mistrzostw świata (1985 i 1987) oraz dwa złote medale mistrzostw Europy (1980 i 1986). W 1985 został mistrzem świata w grze podwójnej, a w 1986 brązowym medalistą mistrzostw Europy w grze pojedynczej. Był to zarazem jego jedyny medal w grze pojedynczej w międzynarodowych turniejach.
Czterokrotnie zdobywał klubowe mistrzostwo Szwecji.
Nosił pseudonim „Tickan”.

## Życiorys

### Kariera turniejowa

#### Kariera juniorska
W 1976 został brązowym medalistą Mistrzostw Szwecji Juniorów w grze pojedynczej w kategorii wiekowej do 15 lat. Również w grze pojedynczej, lecz w kategorii wiekowej do 17 lat zdobył w 1978 srebrny, a w 1979 złoty medal. W grze podwójnej zaś w 1977 brązowy, w 1978 złoty, a w 1979 srebrny medal.

#### Kariera seniorska

##### Mistrzostwa Szwecji
Pierwsze sukcesy w seniorskiej karierze odnosił w mistrzostwach Szwecji w grze podwójnej w parze z Stellanem Bengtssonem, wygrywając w 1978 i 1979 złoty, w 1983 srebrny, a w 1980 i 1982 brązowy medal. W 1985 wygrał dwa medale w grze podwójnej – srebrny w parze z Ulfem Bengtssonem oraz brązowy w parze z Evą Noaksson (gra podwójna mieszana). W dwóch kolejnych latach występował w parze z Mikaelem Appelgrenem, wygrywając w 1986 brązowy medal, a w 1987 mistrzostwo Szwecji. Rok później ponownie wystąpił w parze z Ulfem Bengtssonem, zdobywając brązowy medal. Ostatni sukces w mistrzostwach Szwecji odniósł w 1994 roku, kiedy to w parze z Åsą Svensson zdobyli mistrzostwo Szwecji w grze podwójnej mieszanej.
Zdobywał on także medale w grze pojedynczej: w 1980, 1981 oraz 1993 srebrny, a w 1984 brązowy medal mistrzostw Szwecji.

##### Mistrzostwa Europy
Na mistrzostwach Europy pierwszy sukces osiągnął w 1980, kiedy to jako członek reprezentacji Szwecji zdobył złoty medal w rywalizacji drużyn narodowych. Sześć lat później również był w składzie szwedzkiej kadry, która sięgała po tytuł mistrzów Europy.
W 1984 zaś zdobył brązowy medal w grze podwójnej w parze z Ulfem Bengtssonem, a w 1986 srebrny w parze z Mikaelem Appelgrenem. Również w 1986 zdobył swój jedyny medal mistrzostw Europy w grze pojedynczej – medal brązowy. W 1988 w Paryżu zdobył jeszcze brązowy medal w grze podwójnej mieszanej w parze z Edit Urban z Węgier.

##### Mistrzostwa Świata
Był on także członkiem reprezentacji Szwecji, która w 1985 i 1987 sięgała po srebrny medal mistrzostw świata. Największy sukces w mistrzostwach świata odniósł zaś w 1985 roku. Grając w parze z Mikaelem Appelgrenem zdobył tytuł mistrza świata.

### Kariera klubowa
Calrsson jest wychowankiem klubu Falkenbergs BTK, w barwach którego 2 października 1976 roku (w wieku 15 lat) zadebiutował w szwedzkiej ekstraklasie. W 1980 został zawodnikiem TTC Jülich, lecz po 5 latach powrócił do swojej pierwszej drużyny. W klubie tym występował do 1988, kiedy to został zawodnikiem Lyckeby BTK. W 1992 został zaś zawodnikiem Halmstad BTK, w którym występował do 1996.

## Sukcesy
Na podstawie, o ile nie zaznaczono inaczej.

### Sukcesy turniejowe

#### Mistrzostwa świata
- 1987 – srebrny medal (drużynowo)
- 1985 – złoty medal (gra podwójna)
- 1985 – srebrny medal (drużynowo)

#### Mistrzostwa Europy
- 1988 – brązowy medal (gra mieszana)
- 1986 – brązowy medal (gra pojedyncza)
- 1986 – srebrny medal (gra podwójna)
- 1986 – złoty medal (drużynowo)
- 1984 – brązowy medal (gra podwójna)
- 1980 – złoty medal (drużynowo)

### Sukcesy klubowe
- 1993 – mistrzostwo Szwecji (jako zawodnik Halmstad BTK)[27]
- 1988 – mistrzostwo Szwecji (jako zawodnik Falkenbergs BTK)[28]
- 1986 – mistrzostwo Szwecji (jako zawodnik Falkenbergs BTK)[29]
- 1979 – mistrzostwo Szwecji (jako zawodnik Falkenbergs BTK)[30]